# Ruralismo (Uruguay)

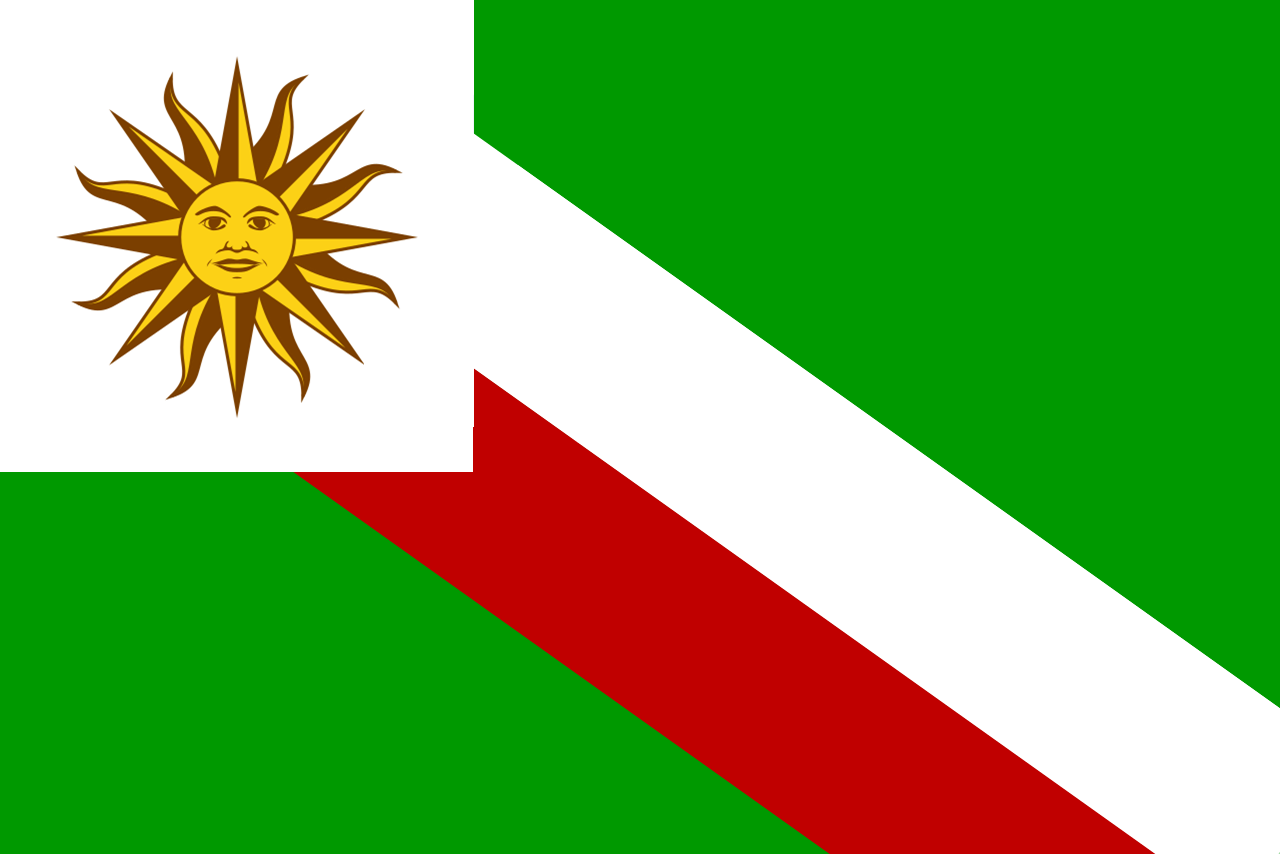
Bandera utilizada por los ruralistas uruguayos, basada en la bandera nacional de Uruguay. El fondo verde representa el campo, mientras que las bandas blanca y roja simbolizan a los partidos tradicionales.

El ruralismo es una ideología política tradicionalista de derecha en Uruguay.
Los ruralistas defienden el modelo económico agrario tradicional de Latinoamérica basado en la ganadería extensiva, el capitalismo liberal, el conservadurismo social y la austeridad fiscal, y reivindican el sistema productivo de haciendas y estancias. Tradicionalmente asociado a la población rural y a los intereses de los ganaderos, el movimiento ha estado presente tanto en las facciones blanca y colorada como en grupos de presión económica o partidos políticos de corta duración.

## Ideología

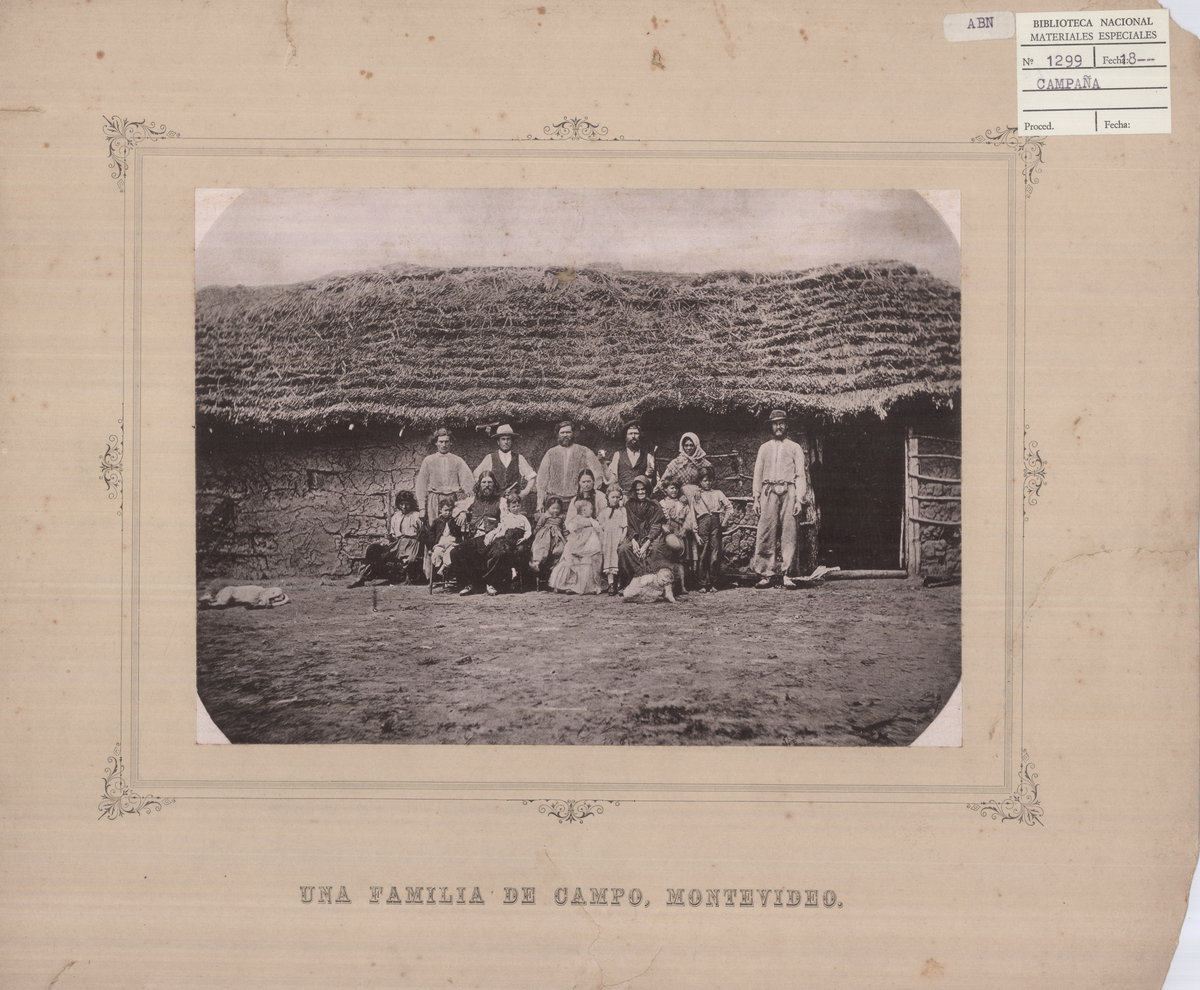
Familia rural uruguaya (1890)

El ruralismo uruguayo se remonta al siglo XIX, aunque alcanzó su mayor extensión durante el siglo XX . El movimiento ha sido situado por los académicos dentro de la oposición liberal-conservadora al reformismo social de José Batlle y Ordóñez.
El ruralismo ve la magnitud del campo uruguayo como la principal ventaja comparativa del país frente al mercado mundial. Por lo tanto, el movimiento considera al desarrollo rural como el modelo económico idóneo para el país y rechazó los programas de industrialización por sustitución de importaciones impulsados por los gobiernos del siglo XX.
Los ruralistas son fiscalmente conservadores y tienen una visión reivindicativa de la política fiscal decimonónica, en la que casi no había impuestos directos a excepción de un impuesto a la propiedad rara vez recaudado. Los ruralistas se opusieron firmemente a las varias reformas fiscales promulgadas por Batlle y Ordóñez, la mayoría de las cuales se centraban principalmente en los propietarios rurales y lograron aumentar considerablemente los ingresos gubernamentales. El movimiento también se opuso a la tributación progresiva, considerándola inmoral y calificándola de "latrocinio fiscal".

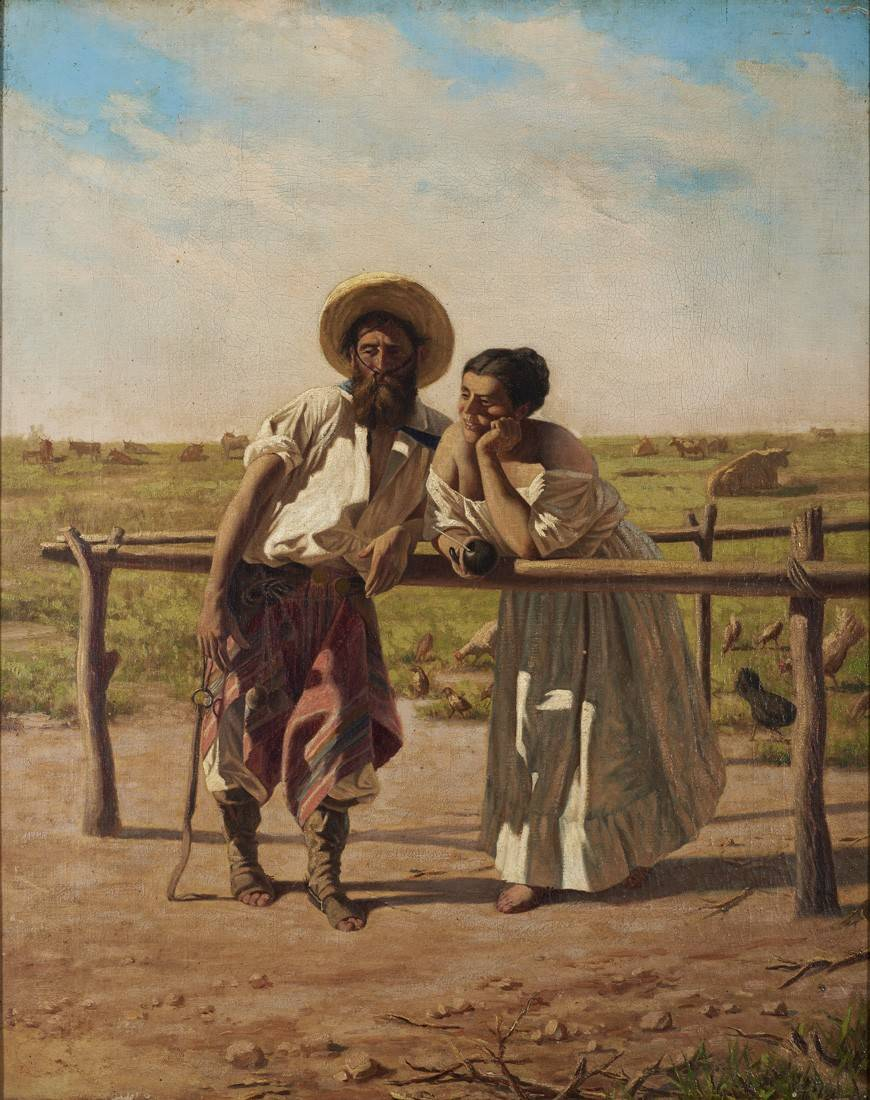
Uno de los tres chiripás por Juan Manuel Blanes (1881)

Los ruralistas reivindican a la población rural como a personas que apelan al "esfuerzo propio" y mantienen "salud física y moral" en contraposición a los ciudadanos urbanos hedonistas, materialistas y "corrompidos". En 1933, convocando a la Marcha sobre Montevideo, el diario El Debate alentaba: 
Montevideo, sibarita y materializada, residencia oficial del colegiado, fatal sede de la legislatura que sigue creando gabelas (...), nido de los políticos rapaces (...) Montevideo, egoísta y sensual, que no quiere ver los males terribles que padece la campaña, que desdeña su dolor (...) Recién entonces despertará Montevideo de su molicie y comprenderá la oligarquía (...) que corren algún riesgo las achuras y los placeres de Capua!
El aspecto principal de la retórica ruralista uruguaya se basa en un supuesto ataque de parte de una ciudad fastuosa, desordenada, improductiva y derrochadora a una sociedad agraria productiva, comunitarista y moralmente superior. La defensa de los intereses rurales, por lo tanto, implicaría posiciones antiestatistas que detuvieran las agresivas políticas fiscales y de intervención económica mediante las cuales el gobierno buscaba financiar su aparato burocrático y desviar recursos del campo hacia las áreas urbanas. Históricamente, los ruralistas han mostrado desprecio hacia los funcionarios públicos y los políticos profesionales que "viven del presupuesto estatal " y "envidian" la prosperidad meritocrática lograda por la población rural.

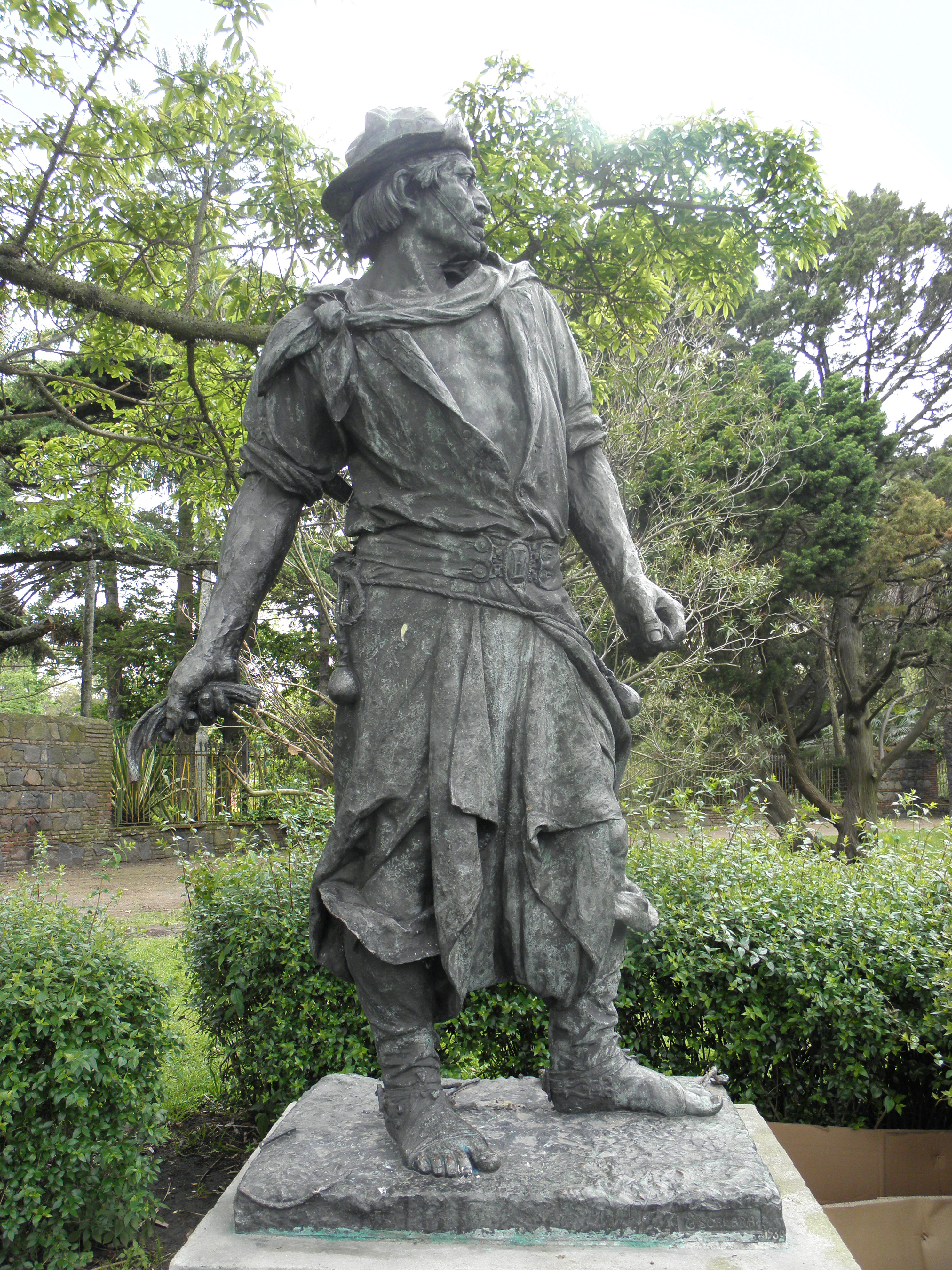
El peón de estancia, monumento a los trabajadores rurales.

Los ruralistas más tempranos veían la moral como algo que derivaba de "la tierra y la sangre" y no de la razón abstracta, considerando que la sociedad rural naturalmente hacía virtuosos a sus habitantes debido a la exigencia de trabajo duro y honestidad, en contraste con un contexto urbano que promovía la inmoralidad. En teoría, la vida cotidiana en las zonas rurales forjaba el carácter de las personas y las mantenía alejadas de la pereza y la indecencia. Como afirmaba Luis Alberto de Herrera, la estancia era vista como un "taller de hombres de bien, hogar de trabajo y de nobleza, donde la holgazanería no cabe, y donde nada malo se aprende" y un "sinónimo de decencia, de honradez, de hospitalidad a la antigua, de decoro y de serena alegría, vale decir, de felicidad". El ruralismo elogiaba a los terratenientes por defender a sus trabajadores de las enfermedades, el juego y la embriaguez, "males" que abundaban en los rancheríos. Herrera señaló que "el hacendado debe ser y es entre su peonada un constante preconizador de las excelencias de la sobriedad". Por tanto, las estancias suponían una "cuna" de la civilización local y de los valores tradicionales, y su prevalencia social era clave para el futuro del país y su supuesto "destino rural".

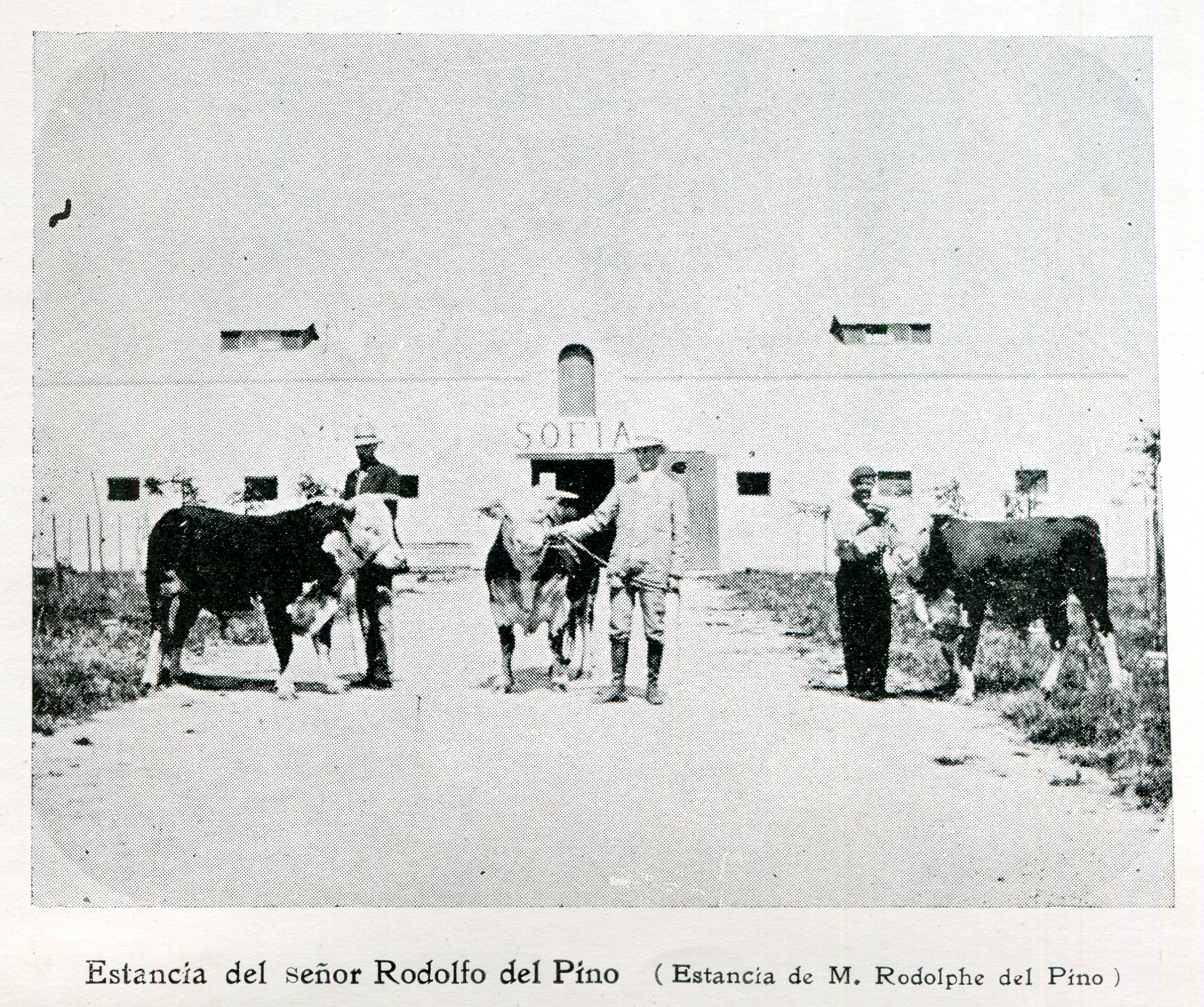
Estancia del señor Rodolfo del Pino (1910)

En sus formas más ortodoxas, el ruralismo está radicalmente en contra de cualquier tipo de reforma agraria redistributiva y defiende el modelo tradicional de tenencia de la tierra en estancias, así como el derecho a la propiedad. Los ruralistas mantienen una visión favorable de los estancieros y defienden su papel económico y social, considerando la producción ganadera como una actividad positiva tanto para la economía nacional como para quienes la practican, y contradiciendo así los proyectos desarrollistas que buscaron promover la agricultura intensiva.
El pensamiento ruralista está profundamente influenciado por el liberalismo clásico y por la teoría económica y moral del capitalismo temprano. La mayoría de los ruralistas estaban a favor del principio de laissez-faire, a pesar de que algunas facciones minoritarias defendían la creación de un sistema dirigista de carácter agrario.

Los ruralistas niegan la existencia de la lucha de clases en un contexto agrario, argumentando que la presencia de una "cultura rural" unificadora convertía a las estancias en una "gran familia" armoniosa donde no existían intereses en conflicto entre los peones y los patrones. Herrera resumió sus creencias sobre el tema describiendo la estancia de sus padres:
Éramos una familia ordenada y discreta. Montaban guardia en las puertas las viejas costumbres criollas, que son honra y prez del tronco español. Vivíamos dichosos en nuestra austera medianía. El patrón era amigo de sus obreros. El cariño del trabajo los unía. Los hijos del antiguo peón crecían junto a los hijos del estanciero, diciéndose de “tú”; y así sería por siempre en todas las escalas de la vida. Los pobres eran menos pobres que hoy, aunque había menos apariencia. Creíamos en el orden y en la feliz abundancia, sin sobresaltos en el corazón y sin fiebres en el cuerpo. Pero vinieron los reformadores y, después de reírse mucho de aquella compostura patriarcal, según ellos, signo de atraso y de imbecilidad, empezaron a hacer y deshacer.

## Historia

### Militarismo

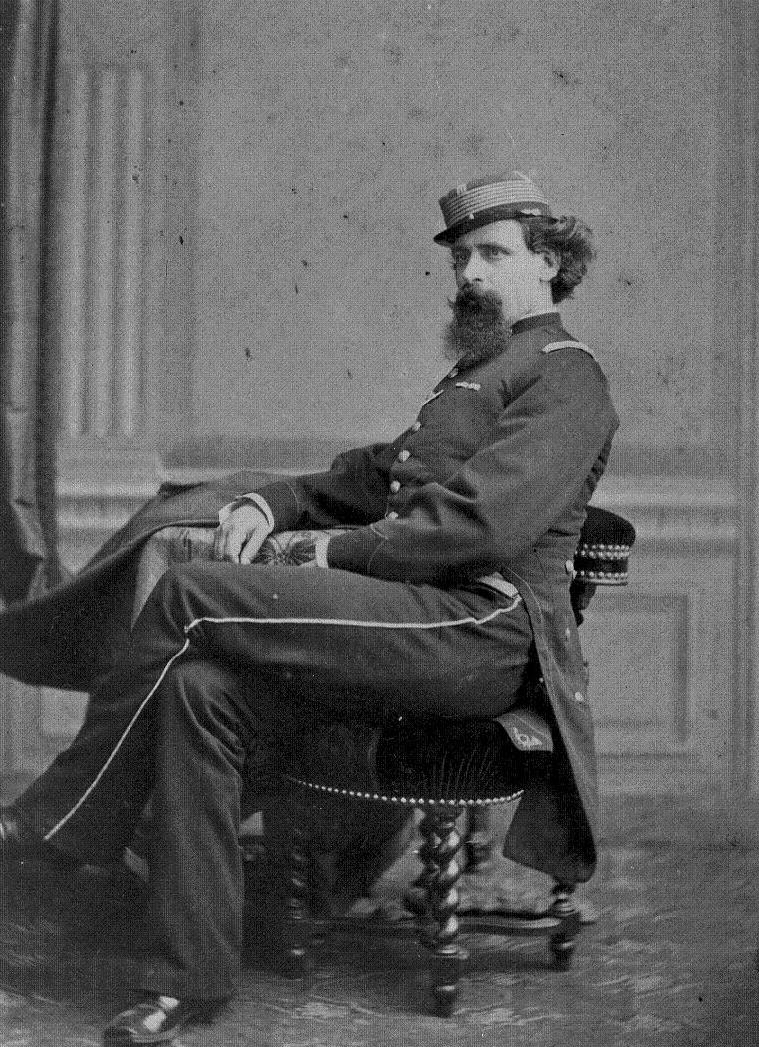
Coronel Lorenzo Latorre, dictador de Uruguay (1876-1880)

El desarrollo del capitalismo en Uruguay a fines del siglo XIX fue un proceso complejo y lento por causa de la fuerte inestabilidad política que había sufrido el país desde su independencia. A pesar de que la mayor parte del campo pertenecía o bien a terratenientes individuales o al Estado en forma de tierras fiscales, los límites entre las diferentes estancias no eran claros y las constantes guerras civiles obstaculizaban la modernización rural y la inversión agropecuaria en el país.
Luego de la devastación económica provocada por la Revolución de las Lanzas (1870-1873), la mayoría de la elite económica uruguaya y los caudillos blancos apoyaron un golpe de Estado por el presidente Pedro Varela y el coronel Lorenzo Latorre con el objetivo de establecer un gobierno militar que impusiera la paz social y modernizase la economía nacional. Latorre finalmente tomó el poder en 1876, iniciando un período conocido como Militarismo.
A lo largo de la dictadura, el Estado implementó un modelo económico basado en la exportación de bienes del sector primario, utilizando el aparato militar para estabilizar el país y asegurar el derecho a la propiedad. El nacimiento de un nuevo sistema inició la intervención política de los grandes ganaderos, que colaboraron activamente con el régimen para defender sus intereses.

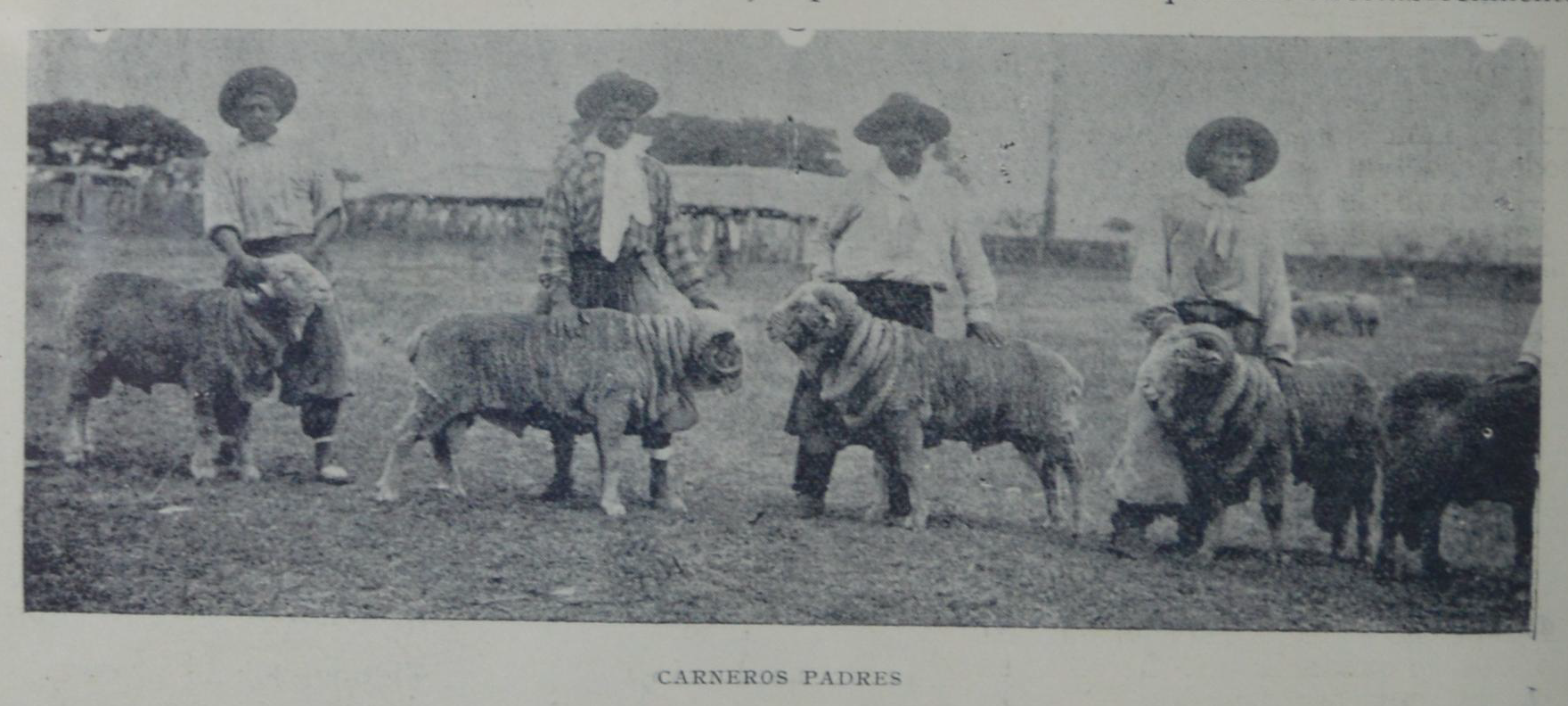
"Carneros padres" (1901). La llamada "Revolución del lanar" transformó los métodos de producción tradicionales.

El proceso de modernización, impulsado activamente por los terratenientes, provocó una serie de cambios económicos y sociales que consolidaron el modelo agroexportador. La propiedad de la tierra se concentró notoriamente, lo que favoreció la construcción de la estructura latifundista imperante en Latinoamérica.
La introducción de la cría de ovejas y del mestizaje artificial mejoró las exportaciones y los ingresos nacionales, convirtiendo a la ganadería extensiva en la principal actividad económica del país. Por último, el desarrollo de un sistema de trabajo asalariado en el campo consolidó el capitalismo rural.
El modelo agroexportador sería el sistema económico predominante hasta las primeras décadas del siglo XX, cuando fue reemplazado por la industrialización apoyada por el Estado.

#### ARU

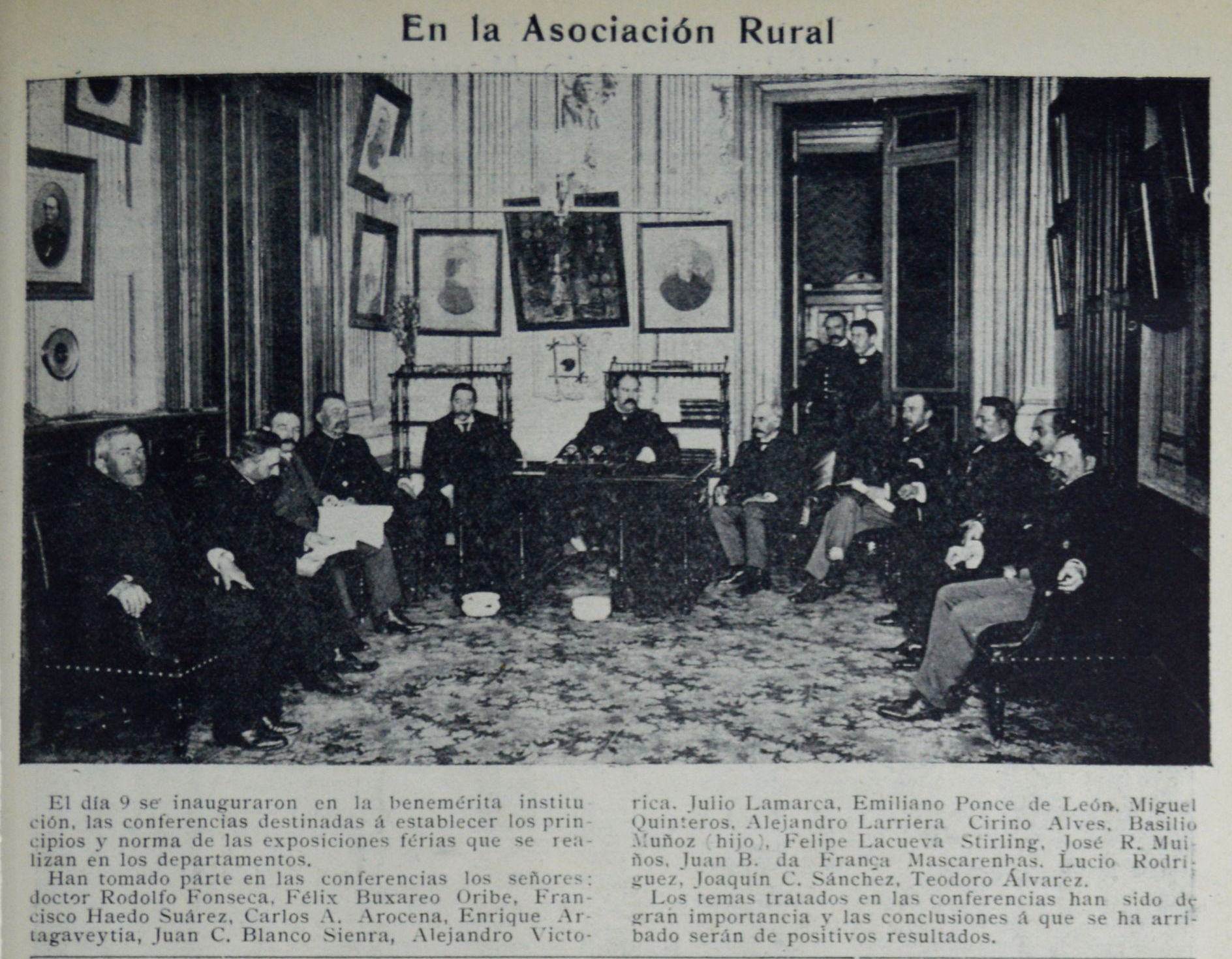
Integrantes de la Asociación Rural del Uruguay en una reunión.

El proceso de modernización fue apoyado por la creación de la principal cámara de productores del país, la Asociación Rural del Uruguay, en 1871.
La ARU abogaba por una agenda bien definida y presionó al gobierno militar a adoptar una serie de medidas que en la mayoría de los casos se llevaron a cabo. La Asociación impulsó el desarrollo de proyectos de obra pública, la modernización de fuerzas armadas y policiales profesionales, así como una reforma jurídica encarnada principalmente en el Código Rural.
Durante sus primeros años, la Asociación apoyó la investigación científica en el campo uruguayo y fundó su propio laboratorio en 1898. El gremio también poseía una biblioteca con más de 3.000 tomos.
Tras el fin de la dictadura militar, los siguientes gobiernos fueron distaciándose progresivamente de la Asociación.

### Revolución de 1904

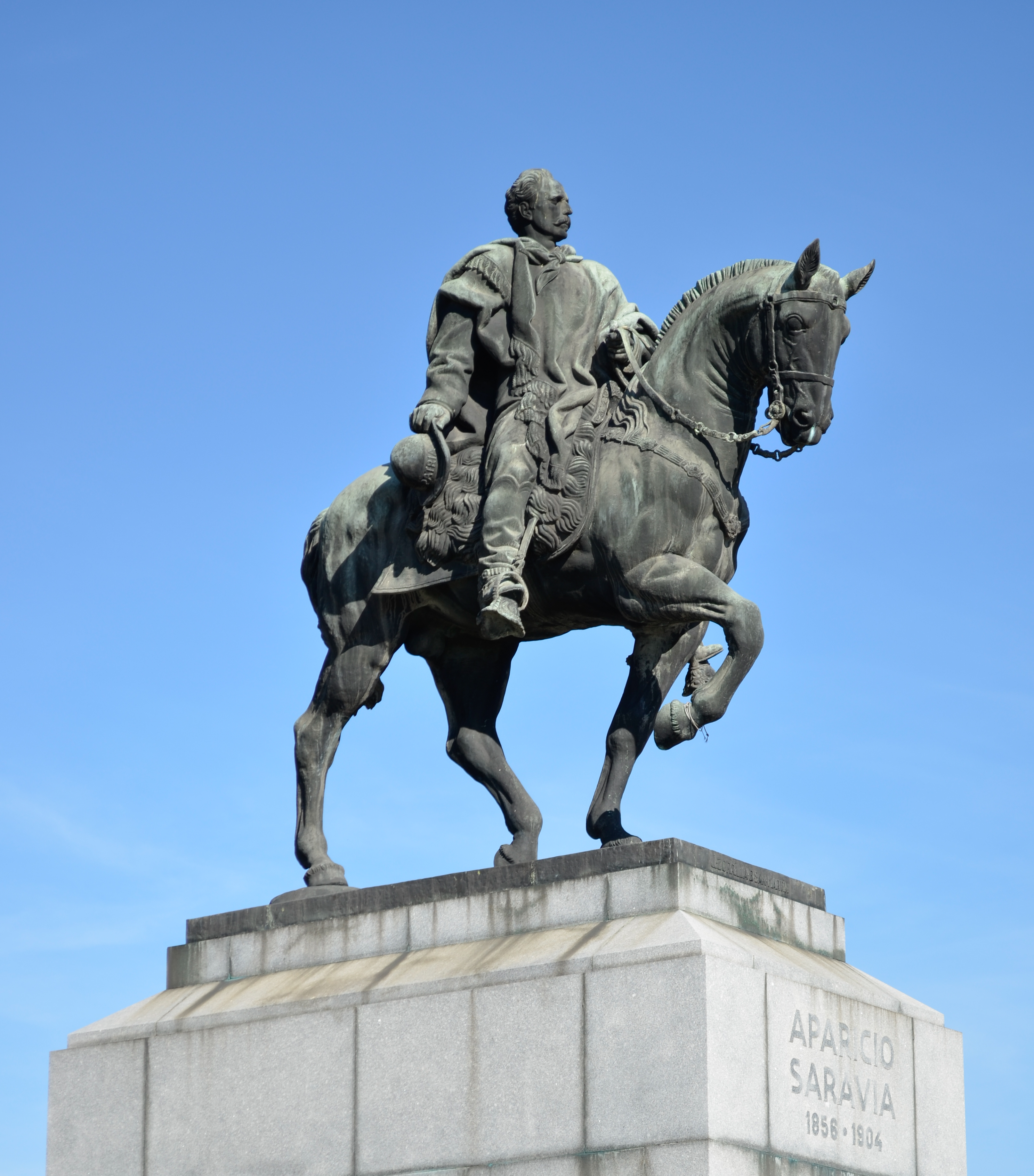
Monumento al General Aparicio Saravia en Montevideo

La Revolución de 1904 fue una revuelta campesina encabezada por el general Aparicio Saravia contra el gobierno colorado de José Batlle y Ordóñez.
Saravia se oponía a las políticas reformistas del gobierno y apoyaba la preservación de un modelo económico basado en el campo. El militar había triunfado en una revuelta anterior en 1897 en la que se había hecho con el control de varias policías departamentales, lo que le daba una mayor fuerza militar respecto de caudillos anteriores. A diferencia de la mayoría de los hacendados uruguayos, que habían desmilitarizado sus territorios desde la modernización, Saravia logró levantar en armas un poderoso ejército en su estancia norteña "El Cordobés", desde donde también había participado en la revolución federalista riograndense.

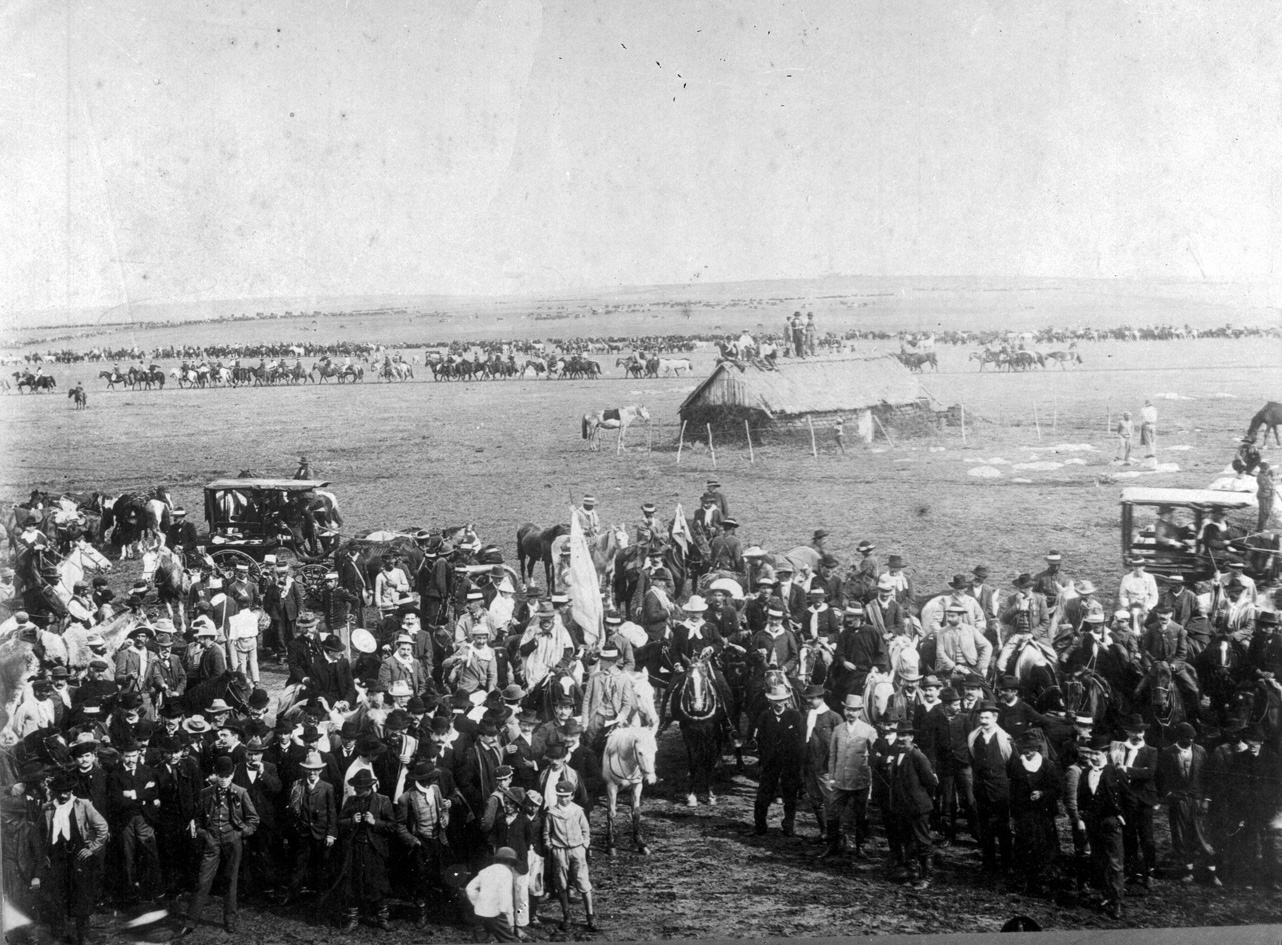
Aparicio Saravia en un desfile militar (1903)

Después de que José Batlle y Ordóñez rompiera el Pacto de la Cruz, por el cual el partido gobernante estaba obligado a permitir que los políticos blancos participaran en su gobierno, Saravia ordenó a todos los ganaderos que vendieran su ganado, reclutaran a sus hombres y marcharan hasta "El Cordobés" para participar de una "protesta armada". Saravia reclutó entre 15.000 y 20.000 hombres y, ante la negativa del gobierno a negociar, declaró la revolución.
El Partido Blanco había formado un ejército organizado con una fuerte jerarquía en los años anteriores, aunque una buena cantidad de revolucionarios no estaban asociados con el partido y eran meros campesinos expulsados de sus tierras después de la modernización. Muchos soldados utilizaban divisas con los lemas "Aire libre y carne gorda" o "Patria para todos" como muestra del descontento social prevalente en las zonas rurales. La revuelta no se debió exclusivamente por causas políticas, sino que fue motivada principalmente por el deseo de la población rural empobrecida de mejorar sus condiciones de vida.
Saravia cayó en combate en la Batalla de Masoller, lo que provocó el fin de la Revolución. Su personaje ha sido descrito como el "epígono" de la tradición ruralista  y se mantiene como una de las figuras históricas principales del Partido Nacional.

### La Federación Rural yLa encuesta rural
En 1915, durante la segunda presidencia de Batlle y Ordóñez, los ruralistas de línea dura crearon la Federación Rural como una forma de apostar a un enfoque más confrontativo contra ael gobierno. La fundación de la organización contó con el apoyo explícito de la ARU, así como de las facciones liberal-conservadoras de los partidos tradicionales.
Según Luis Alberto de Herrera, uno de sus fundadores y miembros más relevantes, la conservadora "alianza de los estancieros" fue fundada con el objetivo de oponerse a las políticas "jacobinas" de los batllistas, y promover el "nacionalismo agrario". Los ruralistas veían en el batllismo al "peor enemigo" que "hiere al país" tratando de perjudicar al campo desde la "ciudad del sur, engañadora y falaz".
En 1920, la Federación realizó un estudio a nivel nacional llamado "La encuesta rural" con la intención de analizar la situación del campo desde un punto de vista ruralista. La investigación destacó que los lugares de mayor pobreza y vicio moral del campo no eran las estancias, sino los rancheríos donde vivía la mayor parte de la población desempleada y empobrecida. El artículo concluía, entonces, que a las estancias se les podría atribuir el mérito de promover la virtud moral y la prosperidad económica. El estudio finaliza con un llamado a una reforma educativa y a una revisión de la política salarial.

### Partidos ruralistas menores

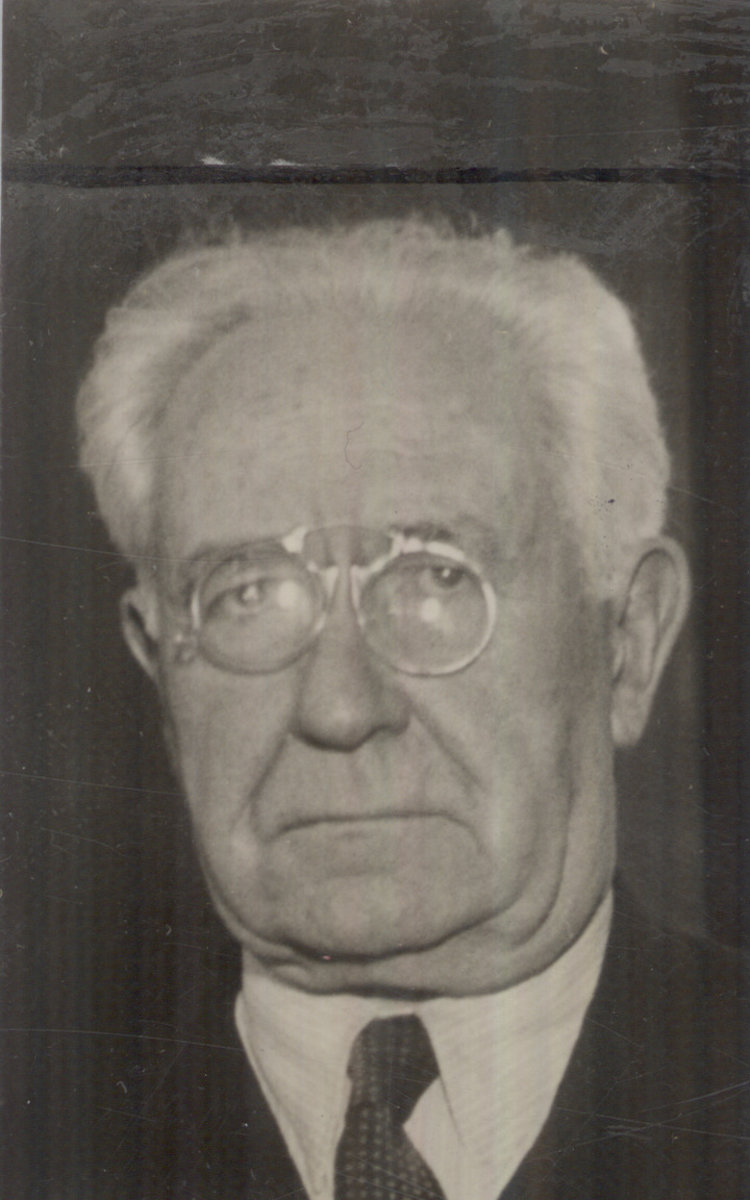
José Irureta Goyena (hacia 1930)

Después de que la Constitución de 1918 dio a los partidos políticos pequeños una mayor oportunidad de obtener representación parlamentaria, algunos partidos menores intentaron, sin éxito, aprovechar esta ventaja para obtener una voz en el poder legislativo.

#### Unión Democrática
En 1919, el dirigente de la Federación Rural José Irureta Goyena fundó la Unión Democrática, a pesar de haberse opuesto originalmente a la creación de un partido ruralista. El partido estaba fuertemente vinculado a la clase alta, lo que socavaba sus posibilidades de convertirse en un movimiento de masas. El partido fracasó rotundamente en las siguientes elecciones y no consiguió ni un solo diputado, lo que llevó a su rápida disolución.
La idea de crear un partido conservador que apoyara los intereses de los capitalistas contra el reformismo batllista no tuvo su origen entre los ganaderos sino entre los empresarios urbanos y del comercio. Aun así, la Federación Rural aprobó el proyecto e Irureta Goyena se convirtió en el primer candidato a diputado por el partido.

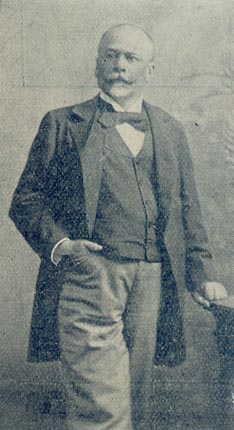
Francisco Piria, empresario uruguayo (hacia 1900)

La Unión Democrática dirigía el diario El Siglo como su medio de prensa oficial. El partido contó con el apoyo de varios empresarios de gran relevancia en la época, tales como Francisco Piria, Elías Regules, Enrique Lussich o Julio Mailhos, siendo todos ellos candidatos a cargos legislativos. Muchos empresarios extranjeros, particularmente entre la comunidad británica (que poseía la mayoría de las empresas nacionalizadas), también respaldaron la iniciativa.
También fueron integrantes del partido los expresidentes de la Federación Rural Alejandro Victorica y Carlos Arocena, así como los miembros de la junta directiva de la Federación Patricio Lessa, Jorge Wilson, Salvador Sosa, Ladislao Rubio y Antonio Otegui. Sin embargo, esto provocó un conflicto al interior de la Federación, ya que muchas figuras relevantes como Luis Alberto de Herrera o Pedro Manini Ríos no apoyaron la iniciativa.
El partido utilizó costosos métodos de propaganda nunca antes vistos en el país, que iban desde cuantiosos afiches en las calles hasta una avioneta que lanzaba folletos sobre la ciudad. Paradójicamente, la Unión Democrática no logró desarrollar una campaña organizada en el Interior, donde habría encontrado su electorado objetivo más accesible, y sólo presentó sus candidatos para el departamento de Montevideo.
El partido no logró obtener un diputado y sólo recibió 686 votos. El fracaso total del proyecto fue visto por algunos analistas como una lección aprendida por la élite económica uruguaya, que comenzaría a influir en la política nacional a través de los ya establecidos partidos tradicionales sin lanzar ningún intento a gran escala para crear un partido propio desde entonces.

#### Partidos corporativistas
Dos partidos de carácter dirigista y corporativista se fundaron posteriormente en círculos ruralistas: el Partido Agrario en 1928 y el Partido Ruralista en 1936.
Ambos nacieron en medio de una crisis económica y propusieron el desarrollo de un sistema de corporativismo de Estado similar al de la Italia fascista como un medio para resolver los desafíos relativos al Crac del 29. La popularización de las políticas corporativistas y el auge del fascismo en Uruguay fueron incentivos importantes para la fundación de los partidos.

##### Partido Agrario

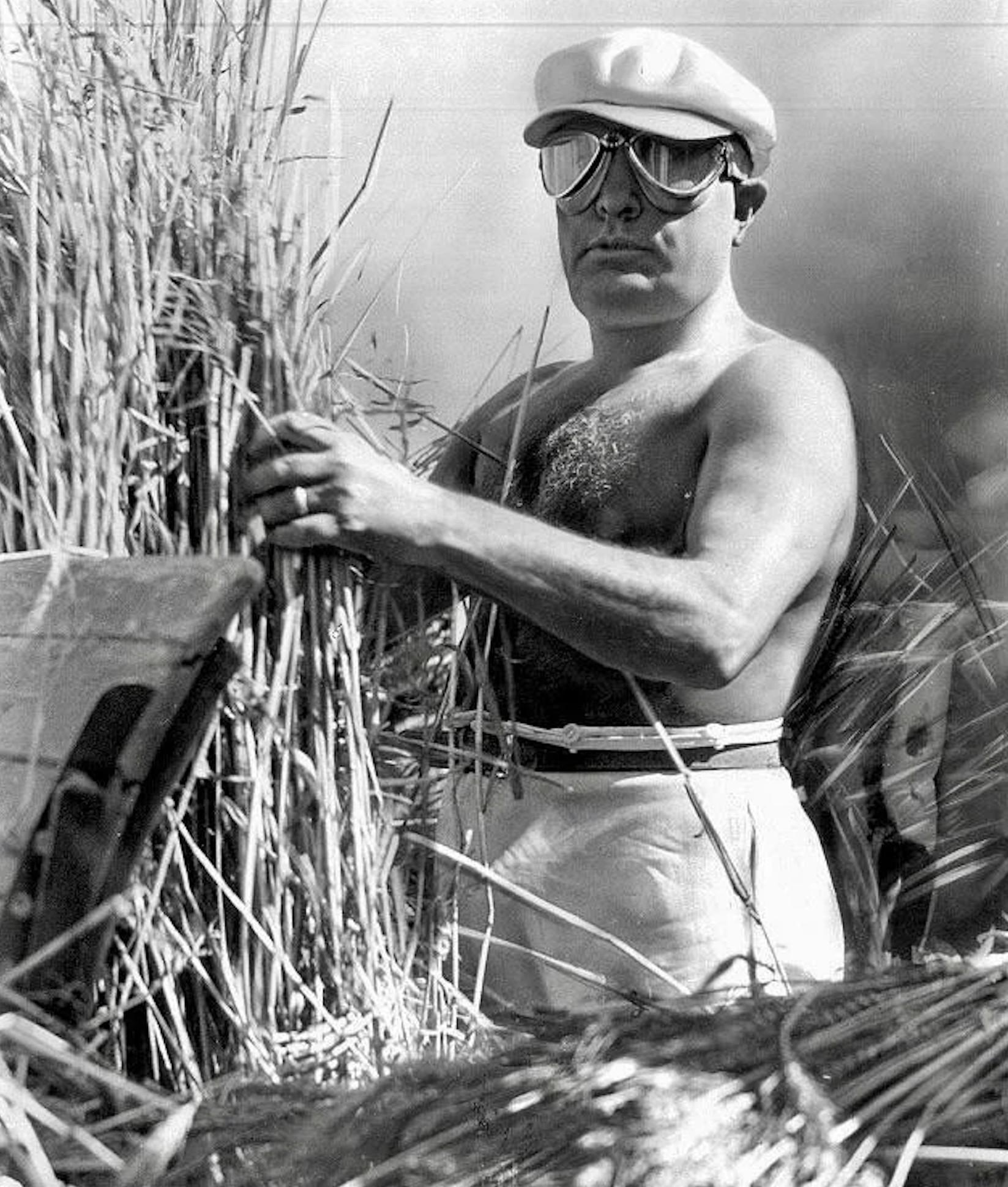
Benito Mussolini caracterizado como un campesino durante la Batalla del Trigo.

De carácter muy crítico con los partidos tradicionales y los políticos profesionales, el Partido Agrario fue fundado por Andrés Podestá, un ganadero de San José de Mayo que admiraba el fascismo italiano, acompañado por varios pequeños productores de todo el país.

El Partido Agrario consideraba que los agricultores tenían un muy bajo poder de presión debido a la división de sus votos entre los partidos Nacional y Colorado. Podestá criticaba la falta de representatividad del Parlamento uruguayo, afirmando en una alocución radial que:
Vemos  en  nuestra  representación  nacional  mucho  abogado,  bastantes  médicos,  algún  ingeniero, estancieros periodistas y diplomados, pues a los demás se les puede calificar sin oficio ni beneficio. (...) Es evidente que dado el ‘teje y maneje’ de los que hacen de la política un oficio y un ‘modus vivendi et operandi’, es muy difícil y casi imposible que puedan ir al Parlamento, comerciantes, industriales, agricultores, etcétera. Esto es tan evidente en todos los Parlamentos democráticos que no es necesaria ninguna demostración para probar mi aserto.
A diferencia de los ruralistas tradicionales, los agraristas eran fuertemente dirigistas y apoyaban una reforma agraria pacífica que redistribuyera la propiedad por medio de compras estatales e impuestos progresivos. Podestá, seguidor declarado de Mussolini, también a que el Estado promoviera la industrialización y la modernización tecnológica del país.

##### Partido Ruralista
El Partido Ruralista fue fundado en 1936 en Salto por grandes terratenientes ganaderos. El partido publicó un manifiesto a nivel nacional a través de los medios de prensa, en el que se atacaba a los políticos profesionales, se pedía a todos los trabajadores rurales que se unieran y se los designaba como "únicos generadores de riqueza nacional". El partido dirigía un periódico llamado "La Campaña" y favorecía políticas corporativistas a pesar de tener una postura ambigua ante el fascismo. El movimiento no tuvo éxito electoral, pero tuvo un rol central en la formación de futuros grupos ruralistas como la LFAR.

### Liga Federal de Acción Ruralista

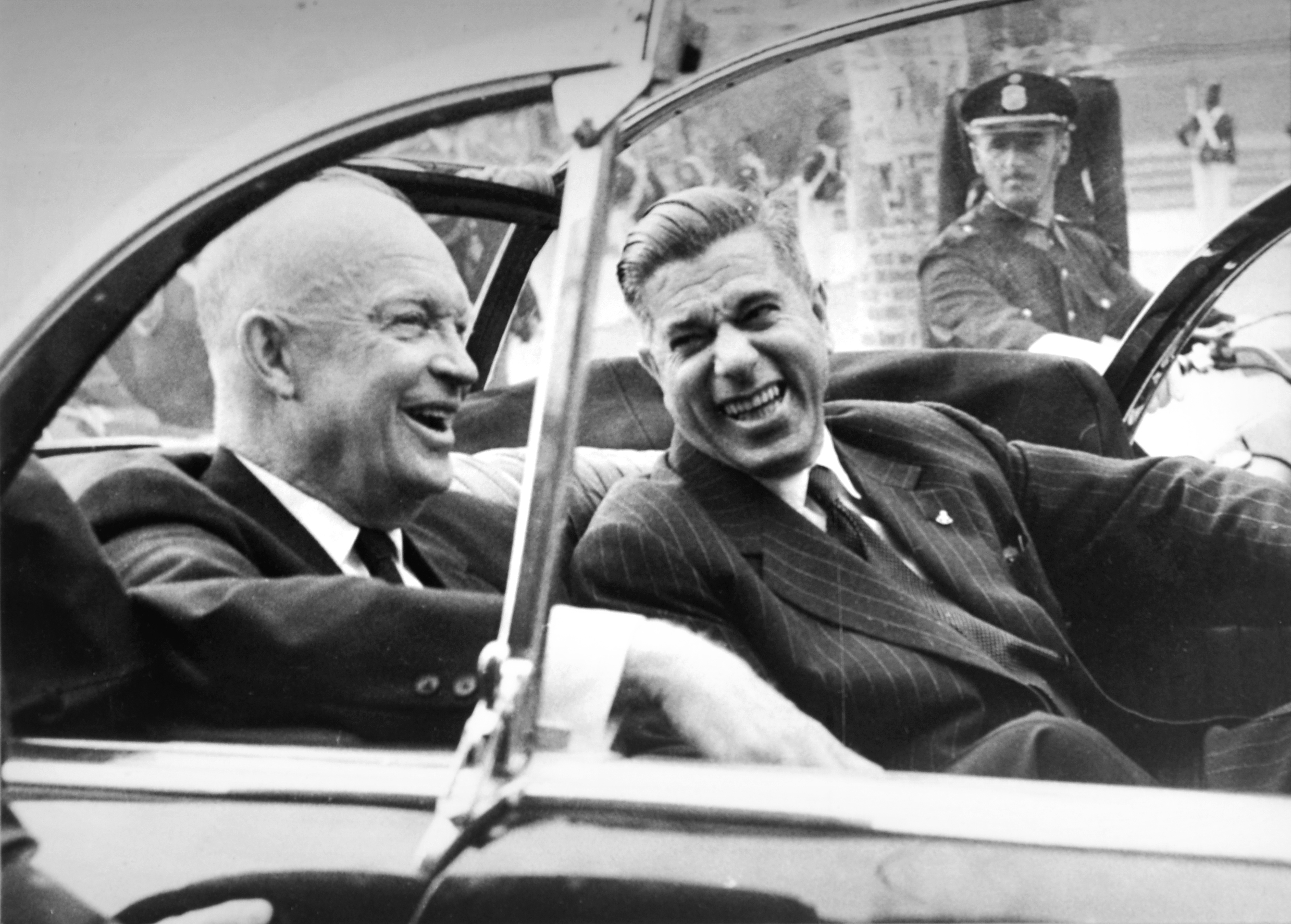
Benito Nardone y Dwight D. Eisenhower (1960)

La Liga Federal de Acción Ruralista fue un movimiento de masas uruguayo liderado por Benito Nardone.
Nardone, históricamente enmarcado en un temprano populismo de derecha, era conductor de un programa radial en CX 4 Radio Rural donde transmitía noticias locales, daba consejos económicos a emprendedores rurales y expresaba sus opiniones políticas. Utilizando un lenguaje campechano e irreverente, Nardone discurría sobre una dicotomía entre los "botudos",  los trabajadores rurales y pequeños agricultores que decía defender, y los "galerudos", los poderosos terratenientes. que dirigía la Federación Rural.
Los conflictos de Nardone con la Federación Rural llevaron a la fundación de la LFAR, apoyada por el político Domingo Bordaberry, como un movimiento de masas con el objetivo de desligar a la ideología ruralista de los intereses de la clase alta. El movimiento tomó su nombre de la Liga Federal liderada por José Artigas, con la intención de reafirmar su carácter popular. La Liga afirmaba seguir el ideario artiguista y se presentaba por encima de todos los partidos políticos.
El movimiento era una rama heterodoxa de la corriente ruralista tradicional, ya que no solo defendía la posibilidad de una reforma agraria sino que también estaba fuertemente influenciado por la doctrina social de la Iglesia y el pensamiento reaccionario. De todos modos, la Liga logró convertirse rápidamente en uno de los grupos de presión más importantes del país, apoyándose en el liderazgo hiperpersonalista de Nardone, que se presentaba como un líder carismático. Al nivel de las bases, los ruralistas se organizaron en cabildos que se comunicaban directamente con Nardone para expresar las diferentes necesidades que experimentaban los pueblos.
El uso de la difusión radiofónica fue fundamental para la campaña de Nardone, ya que era el medio de comunicación de mayor penetración en el interior. El movimiento se disolvió poco tiempo después de la muerte de Nardone en 1964.

#### Herrero-Ruralismo

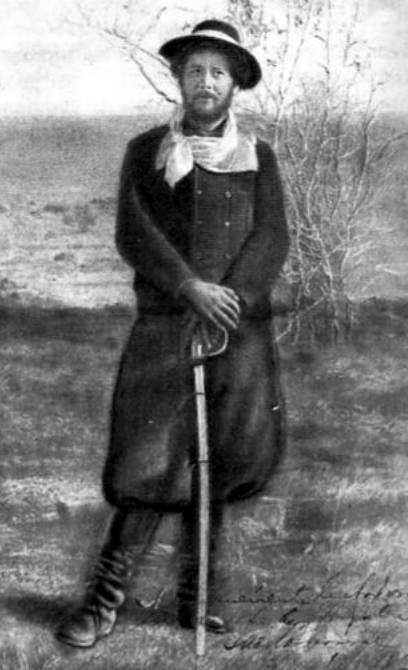
Luis Alberto de Herrera de joven, usando la divisa blanca y vestido con traje gauchesco mientras participaba en la Revolución de 1897.

El ruralismo llegó formalmente al poder durante el período 1959-1963 mediante una alianza con los blancos herreristas. El nuevo gobierno buscó poner fin al modelo ISI y regresar a un sistema basado en la exportación de materias primas. Fue el primer gobierno del Partido Nacional desde el derrocamiento de Atanasio Cruz Aguirre en 1865.
A pesar de sus tradicionales posiciones antipartidistas, los ruralistas fueron fácilmente introducidos al Partido Nacional debido a su rechazo compartido hacia el modelo industrializador y sus opiniones favorables al campo. El propio Nardone ocuparía la presidencia en 1960. Herrera, por su parte, había sido un destacado ideólogo ruralista y una figura clave de los primeros años del movimiento. Participó en la creación de la Federación Rural en su juventud y fue un importante militante entre los gremios rurales. Los herrero-ruralistas también compartían un férreo anticomunismo.
La alianza finalmente se rompió y los líderes ruralistas fueron expulsados del partido, pero su legado e influencia sobre la ideología blanca permanecen hasta hoy.

### Actualidad
Tanto la Asociación Rural como la Federación Rural siguen activas hoy en día.
En 2018 se fundó la organización ruralista "Un Solo Uruguay" en oposición a las políticas económicas del gobierno de Tabaré Vázquez. El movimiento adquirió amplia reputación luego de organizar una manifestación con más de 60.000 manifestantes en Durazno.
Algunas de las protestas de USU fueron apoyadas por el candidato político y futuro presidente Luis Lacalle Pou. La organización fue uno de los principales grupos de presión en las elecciones generales de 2019.
La mayor parte del movimiento utiliza una retórica antipolítica, a pesar de que facciones minoritarias han propuesto la creación de un partido político propio.